# Clyde (del av en befolkad plats)
Clyde är en del av en befolkad plats i Australien. Den ligger i kommunen Casey och delstaten Victoria, omkring 48 kilometer sydost om delstatshuvudstaden Melbourne.
Runt Clyde är det ganska tätbefolkat, med 56 invånare per kvadratkilometer.. Närmaste större samhälle är Berwick, omkring 11 kilometer norr om Clyde.
Trakten runt Clyde består till största delen av jordbruksmark. Genomsnittlig årsnederbörd är 1 251 millimeter. Den regnigaste månaden är maj, med i genomsnitt 154 mm nederbörd, och den torraste är januari, med 51 mm nederbörd.